# Maizières-lès-Vic
Pour les articles homonymes, voir Maizières.
Maizières-lès-Vic est une commune française située dans le département de la Moselle en région Grand Est.

## Géographie
La commune fait partie du parc naturel régional de Lorraine et de la ZNIEFF du pays des étangs. Elle voit naître la Seille, un affluent de la Moselle.

### Communes limitrophes
| Gelucourt  | Assenoncourt      | Azoudange             |
| Bourdonnay | Maizières-lès-Vic |                       |
| Lagarde    | Moussey           | Réchicourt-le-Château |

### Écarts et lieux-dits
- Haute-Xirxange, Basse-Xirxange, Bagnesholtz, Hellocourt.

### Hydrographie
La commune est située dans le bassin versant du Rhin, au sein du bassin Rhin-Meuse. Elle est drainée par le canal de la Marne au Rhin, la Seille, le Sânon, le ruisseau de Guéblange, le ruisseau de la Laixière, le ruisseau de la Charbonniere, le ruisseau de la Gaminotte, le ruisseau de l'Étang de Bicoffe, le ruisseau de l'Étang l'Abbé et le ruisseau du Pré Calin.
Le canal de la Marne au Rhin, d'une longueur totale de 314 km, et 178 écluses à l'origine, relie la Marne (à Vitry-le-François) au Rhin (à Strasbourg). Par le canal latéral de la Marne, il est connecté au réseau navigable de la Seine vers l'Île-de-France et la Normandie.
La Seille, d'une longueur totale de 137,7 km, prend sa source dans la commune  et se jette  dans la Moselle à Metz en limite avec Saint-Julien-lès-Metz, après avoir traversé 57 communes.
Le Sânon, d'une longueur totale de 48,6 km, prend sa source dans la commune de Avricourt et se jette  dans la Meurthe à Dombasle-sur-Meurthe, en limite avec Rosières-aux-Salines, après avoir traversé 15 communes.
Le ruisseau de Gueblange, d'une longueur totale de 16,6 km, prend sa source dans la commune  et se jette  dans la Seille à Blanche-Église face à la commune de Mulcey, après avoir traversé six communes.
Le ruisseau de la Laixière, d'une longueur totale de 10,3 km, prend sa source dans la commune  et se jette  dans le Sânon à Lagarde, après avoir traversé trois communes.

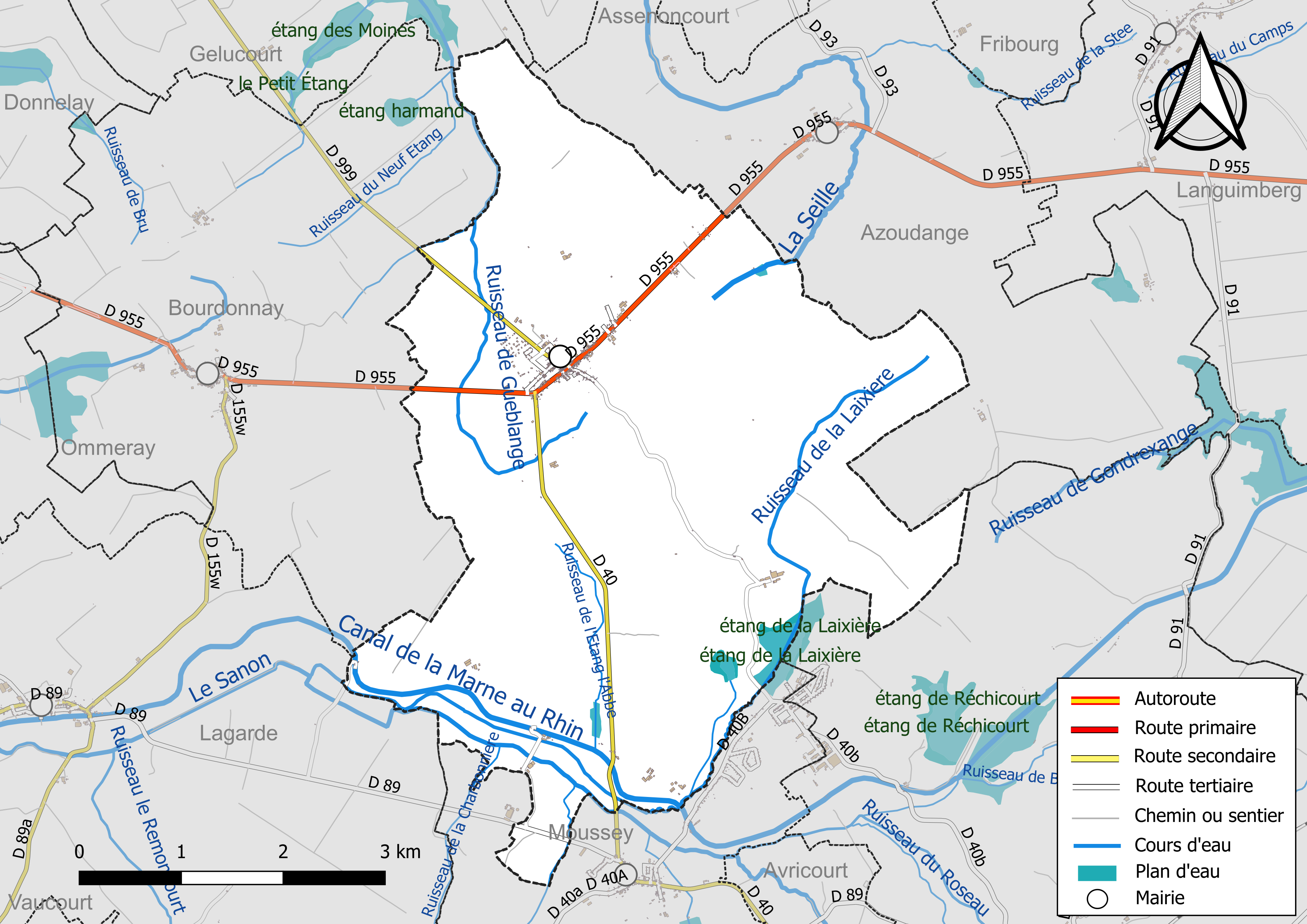
Réseaux hydrographique et routier de Maizières-lès-Vic.

La qualité des eaux des principaux cours d’eau de la commune, notamment du canal de la Marne au Rhin, de la Seille, du Sanon, du ruisseau de Gueblange et du ruisseau de la Laixière, peut être consultée sur un site spécial géré par les agences de l’eau et l’Agence française pour la biodiversité.

### Climat
Pour des articles plus généraux, voir Climat du Grand Est et Climat de la Moselle.
En 2010, le climat de la commune est de type climat des marges montargnardes, selon une étude du Centre national de la recherche scientifique s'appuyant sur une série de données couvrant la période 1971-2000. En 2020, Météo-France publie une typologie des climats de la France métropolitaine dans laquelle la commune est exposée à un climat semi-continental et est dans la région climatique  Vosges, caractérisée par une pluviométrie très élevée (1 500 à 2 000 mm/an) en toutes saisons et un hiver rude (moins de 1 °C). 
Pour la période 1971-2000, la température annuelle moyenne est de 10 °C, avec une amplitude thermique annuelle de 16,7 °C. Le cumul annuel moyen de précipitations est de 905 mm, avec 12,5 jours de précipitations en janvier et 9,4 jours en juillet. Pour la période 1991-2020, la température moyenne annuelle observée sur la station météorologique de Météo-France la plus proche, « Nitting_sapc », sur la commune de Nitting à 19 km à vol d'oiseau, est de 10,4 °C et le cumul annuel moyen de précipitations est de 993,7 mm. 
La température maximale relevée sur cette station est de 37,9 °C, atteinte le 25 juillet 2019 ; la température minimale est de −19,4 °C, atteinte le 26 décembre 2010,,. 
Les paramètres climatiques de la commune ont été estimés pour le milieu du siècle (2041-2070) selon différents scénarios d'émission de gaz à effet de serre à partir des nouvelles projections climatiques de référence DRIAS-2020. Ils sont consultables sur un site spécial publié par Météo-France en novembre 2022.

## Urbanisme

### Typologie
Au 1er janvier 2024, Maizières-lès-Vic est catégorisée commune rurale à habitat dispersé, selon la nouvelle grille communale de densité à sept niveaux définie par l'Insee en 2022.
Elle est située hors unité urbaine. Par ailleurs la commune fait partie de l'aire d'attraction de Dieuze, dont elle est une commune de la couronne,. Cette aire, qui regroupe 31 communes, est catégorisée dans les aires de moins de 50 000 habitants,.

### Occupation des sols
L'occupation des sols de la commune, telle qu'elle ressort de la base de données européenne d’occupation biophysique des sols Corine Land Cover (CLC), est marquée par l'importance des territoires agricoles (76,1 % en 2018), en diminution par rapport à 1990 (77,7 %). La répartition détaillée en 2018 est la suivante : 
terres arables (51,8 %), prairies (22,9 %), forêts (16,7 %), milieux à végétation arbustive et/ou herbacée (3,8 %), zones urbanisées (2,6 %), zones agricoles hétérogènes (1,4 %), eaux continentales (0,5 %), zones humides intérieures (0,4 %). L'évolution de l’occupation des sols de la commune et de ses infrastructures peut être observée sur les différentes représentations cartographiques du territoire : la carte de Cassini (XVIIIe siècle), la carte d'état-major (1820-1866) et les cartes ou photos aériennes de l'IGN pour la période actuelle (1950 à aujourd'hui).

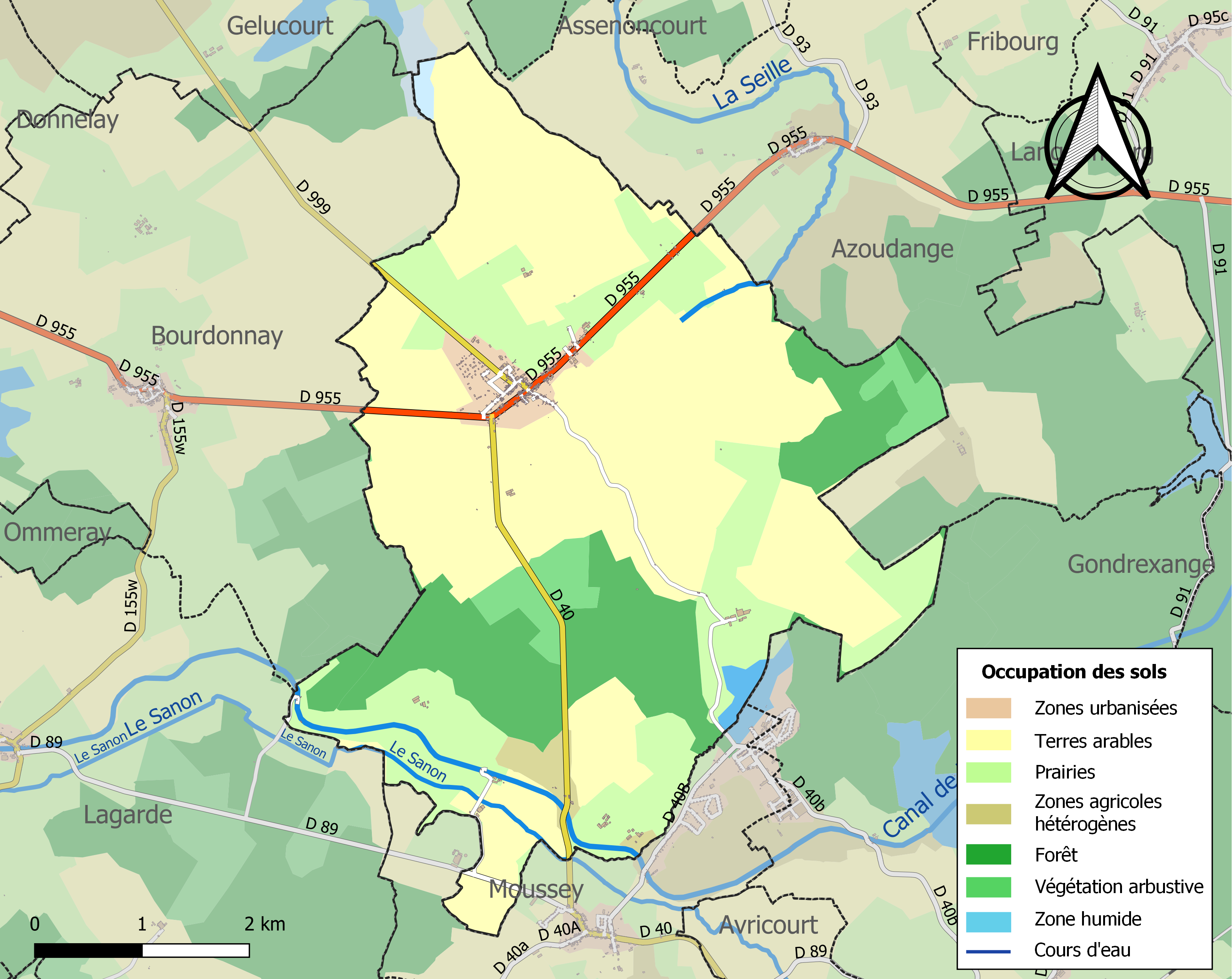
Carte des infrastructures et de l'occupation des sols de la commune en 2018 (CLC).

## Toponymie
Le nom de la localité est attesté sous les formes Gervoldus de Maceriis ; De Masires (1174) ; allodium de Maceriis (1182) ; Ecclesia de Meyeres (1291) ; Villa de Mensires (1288) ; Maizières-lès-Marsal (XVIIIe siècle) ; Mezier.

La toponymie du lieu vient du latin maceriae, qui signifie muraille ou ruine de l'époque romaine.
En lorrain roman Mainhère. En 1915–1918 et 1940–1944 : Machern bei Wich.
Xirxange (La Haute-) ou Malgré-Moussey, ancienne ferme de la commune, est attesté sous les formes Syrsenges (1271) ; Xirzange (1756) ; Unter-Schirzingen et Ober Schirzingen pendant l'occupation allemande.

Xirxange (Moulin de) est attesté sous la forme Schirzingermühle pendant l'occupation allemande[réf. nécessaire].

### Sobriquet
Anciens surnoms des habitants : Lés mangeoux de grosse châ de Méhères (les mangeurs de grosse chair de Maizières), Les bâts hupés d’ Mahîres (les hauts huppés de Maizières).

## Histoire
- Village de la principauté épiscopale de Metz, dans la châtellenie de Lagarde, tenu en fief par de nombreux seigneurs.
- Détruit au cours de la guerre de Trente Ans.
- Les troupes impériales campaient au Haut de Gallas.
- Absorbe Hellocourt en 1885.

## Politique et administration
| Période                                  | Période  | Identité      | Étiquette | Qualité |
| ---------------------------------------- | -------- | ------------- | --------- | ------- |
| Les données manquantes sont à compléter. |          |               |           |         |
| 1971                                     | 1989     | Joseph Schmit |           |         |
| mars 1989                                | 2014     | Patrick Stef  |           |         |
| mars 2014                                | 2020     | Alain Guise   |           |         |
| mai 2020                                 | en cours | Claude Mauer  |           |         |

## Démographie
L'évolution du nombre d'habitants est connue à travers les recensements de la population effectués dans la commune depuis 1793. Pour les communes de moins de 10 000 habitants, une enquête de recensement portant sur toute la population est réalisée tous les cinq ans, les populations de référence des années intermédiaires étant quant à elles estimées par interpolation ou extrapolation. Pour la commune, le premier recensement exhaustif entrant dans le cadre du nouveau dispositif a été réalisé en 2007.

En 2022, la commune comptait 470 habitants, en évolution de −7,84 % par rapport à 2016 (Moselle : +0,52 %, France hors Mayotte : +2,11 %).
| 1793 | 1800  | 1806  | 1821  | 1831  | 1836  | 1841  | 1846  | 1851  |
| ---- | ----- | ----- | ----- | ----- | ----- | ----- | ----- | ----- |
| 996  | 1 201 | 1 130 | 1 139 | 1 170 | 1 384 | 1 361 | 1 366 | 1 429 |

| 1856  | 1861  | 1871  | 1875  | 1880 | 1885 | 1890 | 1895 | 1900 |
| ----- | ----- | ----- | ----- | ---- | ---- | ---- | ---- | ---- |
| 1 269 | 1 240 | 1 077 | 1 015 | 978  | 925  | 881  | 883  | 825  |

| 1905 | 1910 | 1921 | 1926 | 1931 | 1936 | 1946 | 1954 | 1962 |
| ---- | ---- | ---- | ---- | ---- | ---- | ---- | ---- | ---- |
| 803  | 750  | 677  | 586  | 557  | 614  | 588  | 595  | 534  |

| 1968 | 1975 | 1982 | 1990 | 1999 | 2006 | 2007 | 2012 | 2017 |
| ---- | ---- | ---- | ---- | ---- | ---- | ---- | ---- | ---- |
| 542  | 505  | 398  | 401  | 368  | 436  | 446  | 508  | 496  |

| 2022 | - | - | - | - | - | - | - | - |
| ---- | - | - | - | - | - | - | - | - |
| 470  | - | - | - | - | - | - | - | - |

## Culture locale et patrimoine

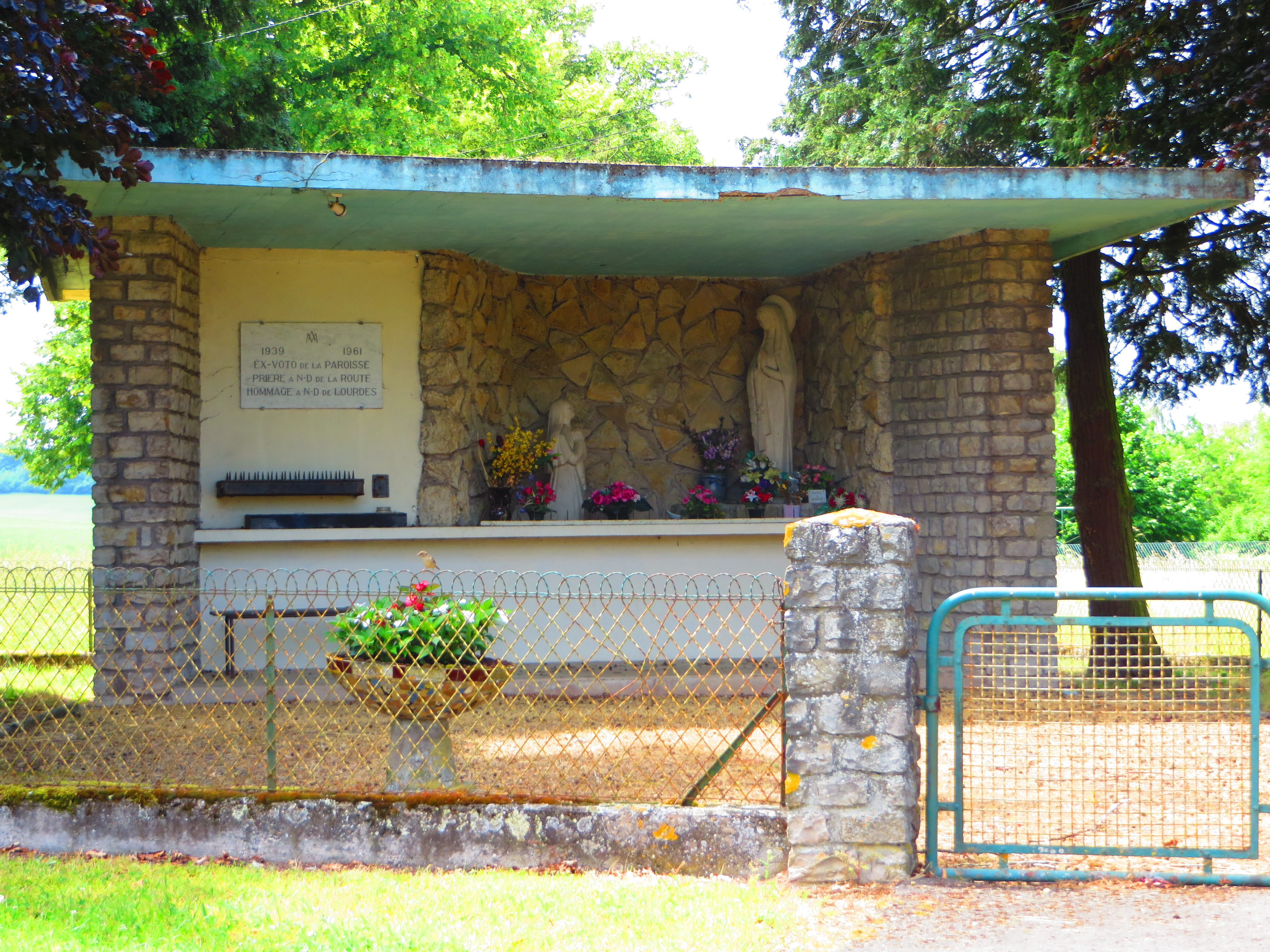
Chapelle-oratoire.

### Lieux et monuments

#### Édifices civils
- Passage d'une voie romaine.
- Moulin à Xirxange.
- Maisons de ferme XVIIIe siècle.

#### Édifices religieux
- Église Saint-Michel (1743) : mobilier XVIIIe siècle ; chapelle seigneuriale XVIIe siècle.
- Chapelle Saint-Antoine.
- Chapelle-oratoire rue Pont de Marsal.
- Synagogue construite entre 1862 et 1872, inscrite au titre des monuments historiques par arrêté du 28 mars 2012[28], transformée en hangar[29], située à l'écart Grand-Rue. La synagogue a  été ravagée par un incendie dans la nuit du 3 août au 4 août 2015.

### Héraldique
| Blason de Maizières-lès-Vic | Blason  | De gueules au croissant d'argent surmonté d'une croix latine au pied fiché d'or accostée en chef de deux cailloux du même. |
| Blason de Maizières-lès-Vic | Détails | |